# 苏布拉马尼亚姆狸藻
苏布拉马尼亚姆狸藻（学名：Utricularia subramanyamii）为狸藻属陆生食虫植物。其种加词“subramanyamii”来源于印度植物研究中心（Botanical Survey of India）主任K·苏布拉马尼亚姆博士（Dr. K. Subramanyam）。苏布拉马尼亚姆狸藻为印度南部喀拉拉邦帕塔南蒂塔（Pathanamthitta）的特有种。其生长于沼泽地区。1978年，C·N·莫纳汉（C. N. Mohanan）最先采集到了苏布拉马尼亚姆狸藻。1990年，M·K·杰那尔萨南（M. K. Janarthanam）和安布罗斯·纳撒尼尔·亨利（Ambrose Nathaniel Henry）正式将该类群描述为苏布拉马狸藻（U. subramanii），之后又更改为现在的学名。

## 外部連結
维基共享资源上的相關多媒體資源：苏布拉马尼亚姆狸藻
 維基物種上的相關：苏布拉马尼亚姆狸藻